# Bentinho
Antônio Bento dos Santos (Montes Claros, 18 december 1971) is een voormalig Braziliaans voetballer.